# صعوه کوزلوا
صعوه کوزلوا (نام علمی: Prunella koslowi) نام یک گونه از راسته گنجشک‌سانان است.